# ژان تولر
ژان تولر (فرانسوی: Jean Teulère‎؛ زادهٔ ۲۴ فوریهٔ ۱۹۵۴) سوارکار اهل فرانسه است.
وی همچنین برندهٔ جوایزی همچون لژیون دونور (شوالیه) شده‌است.